# Omar Vizquel
Omar Enrique Vizquel González (Caracas, 24 de abril de 1967) é um jogador venezuelano de beisebol, desde 2005 no San Francisco Giants. Antes, jogou por Seattle Mariners (1989-93) e Cleveland Indians (1994-2004). Vizquel é considerado um dos melhores interbases defensivos de todos os tempos, ganhando 11 Luvas de Ouro, nove delas consecutivas (1993-2001). Participante de três Jogos das Estrelas da Major League Baseball, ele também empatou o recorde da Liga Americana de Cal Ripken Jr. de mais jogos no interbases sem um erro (95, entre 26 de setembro de 1999 e 21 de julho de 2001), além de menos erros por um interbases numa temporada (3, em 2000). Em 2007, sua porcentagem de defesa de .988 foi a maior por um interbases na história da MLB. Em 6 de maio de 2007, ele colecionou sua 2500ª rebatida na carreira, contra o Philadelphia Phillies.